# 노던에어 카고
노던에어 카고(영어: Northern Air Cargo)는 미국의 화물 항공사로 본사는 미국 알래스카주 앵커리지에 위치해 있으며 1956년에 설립했다. 허브 공항으로 테드 스티븐스 앵커리지 국제공항과 페어뱅크스 국제공항이 있다.

## 역사
1956년에 바비 슐리튼와 모리 칼슨에 의한 전세 운송 서비스로 설립했다. 이는 알래스카주의 최초의 화물 항공사로 소유권은 나중에 바비 슐리튼에게 양도했다. 전체 지분을 소유한 자회사로 NAC 링크 (지금 알타 에어 로지스틱스)은 화물 포워딩 회사에 속해있다. 2006년 2월에 시애틀에 기반한 시애추크 로지스틱스(영어: Saltchuk Resources)가 지분을 인수했다 2007년 3월 기준으로 289명의 직원을 보유하고 있다.

## 보유 기종
- 2012년 3월 기준으로 노던에어 카고는 다음과 같은 기종을 보유하고 있으며 평균 기령은 27.5년이다.[1]